# Бад-Мариенберг (Вестервальд)
Бад-Мариенберг (нем. Bad Marienberg) — город в Германии, в земле Рейнланд-Пфальц.
Входит в состав района Вестервальд. Подчиняется управлению Бад Мариенберг (Вестервальд). Население составляет 5643 человека (на 31 декабря 2010 года). Занимает площадь 9,96 км². Официальный код — 07 1 43 206.
Город подразделяется на 3 городских района.